# Saint-Aubin (Landes)
Saint-Aubin ist eine französische Gemeinde mit 500 Einwohnern (Stand: 1. Januar 2022) im Département Landes in der Region Nouvelle-Aquitaine. Sie gehört zum Arrondissement Dax und zum Kanton Coteau de Chalosse. Das Flüsschen Gouaougue durchquert das Gemeindegebiet.
Sie grenzt im Nordwesten an Mugron, im Nordosten an Hauriet, im Osten an Montaut, im Südosten an Maylis, im Süden an Larbey, im Südwesten an Caupenne und im Westen an Lahosse.

## Bevölkerungsentwicklung
| Jahr      | 1962 | 1968 | 1975 | 1982 | 1990 | 1999 | 2008 | 2017 |
| --------- | ---- | ---- | ---- | ---- | ---- | ---- | ---- | ---- |
| Einwohner | 519  | 458  | 453  | 450  | 452  | 457  | 488  | 503  |

## Sehenswürdigkeiten
- Kirche Saint-Aubin, Monument historique seit 2007
- Schloss in Poyaller, Monument historique seit 1996

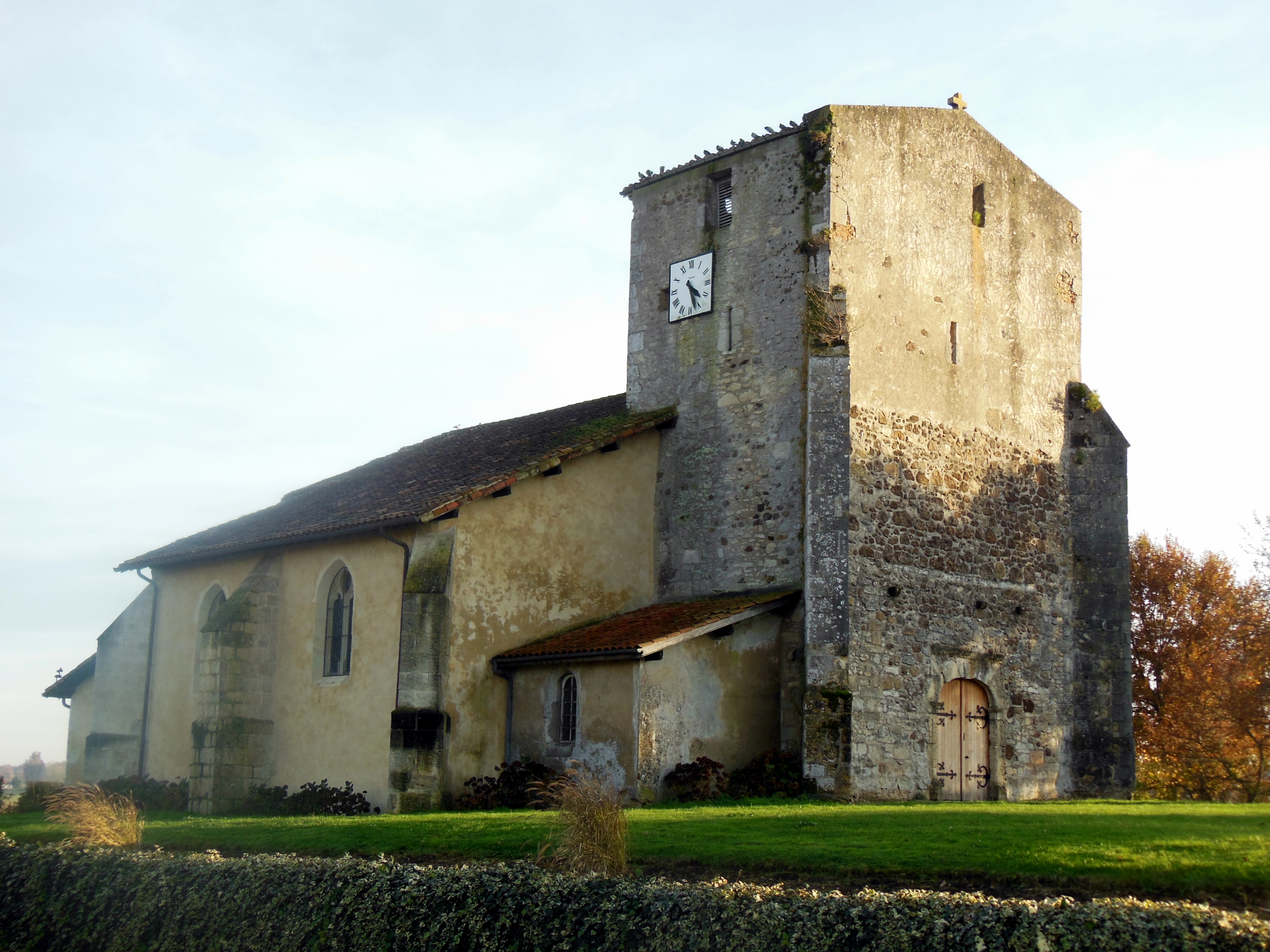
Kirche Saint-Aubin
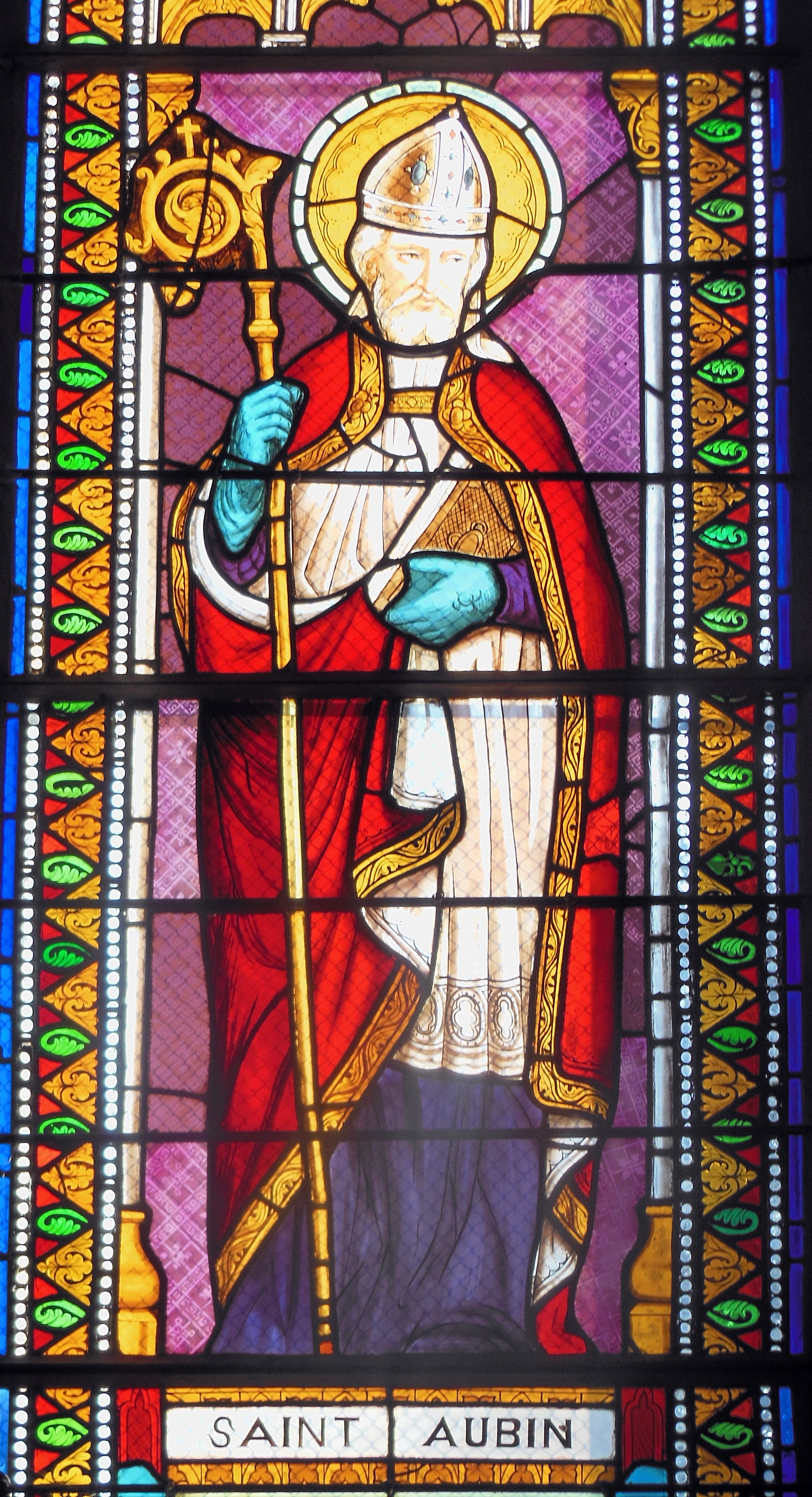
Glasmalerei in der Kirche Saint-Aubin
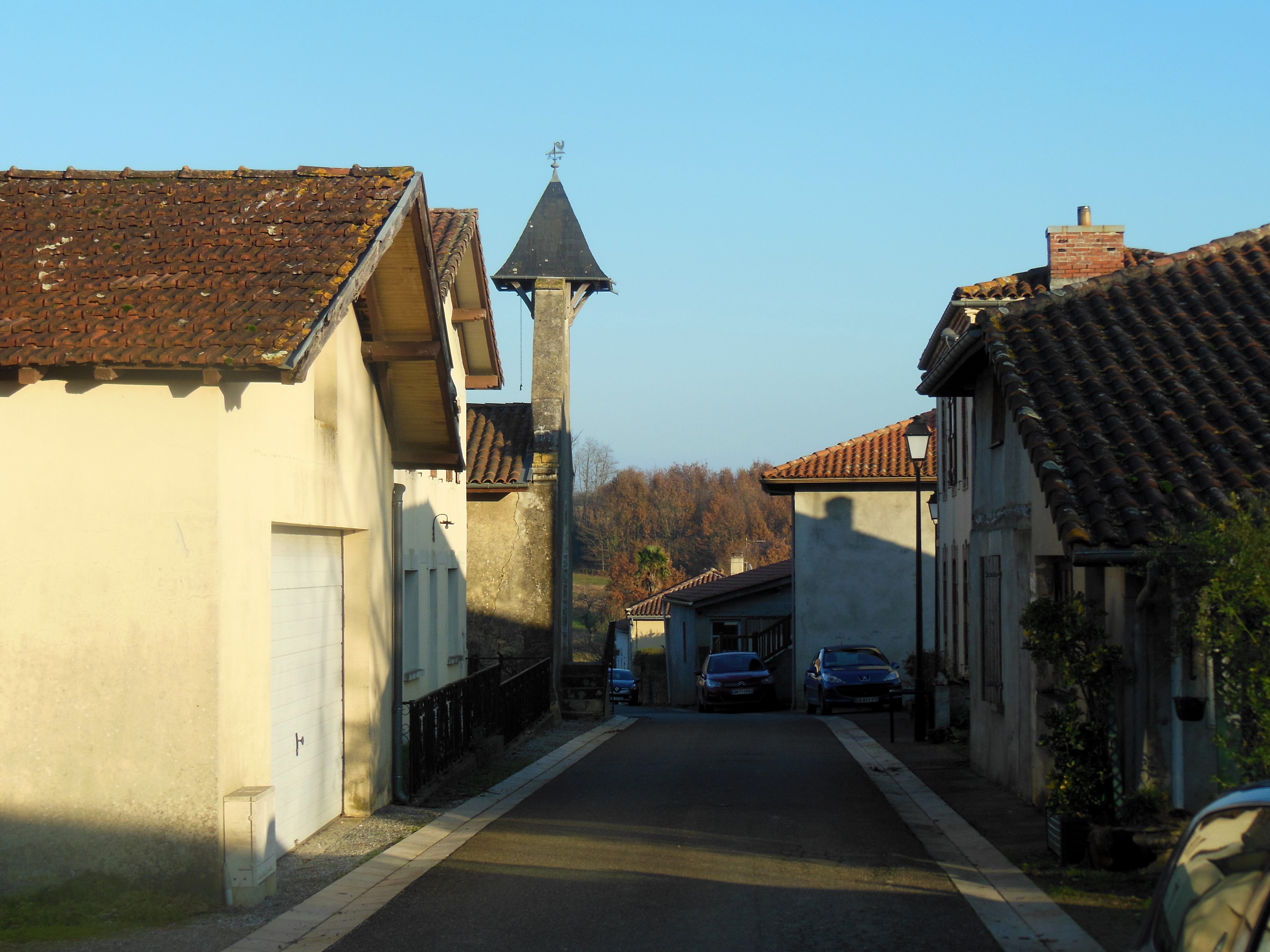
Das Zentrum des Weilers Poyaller
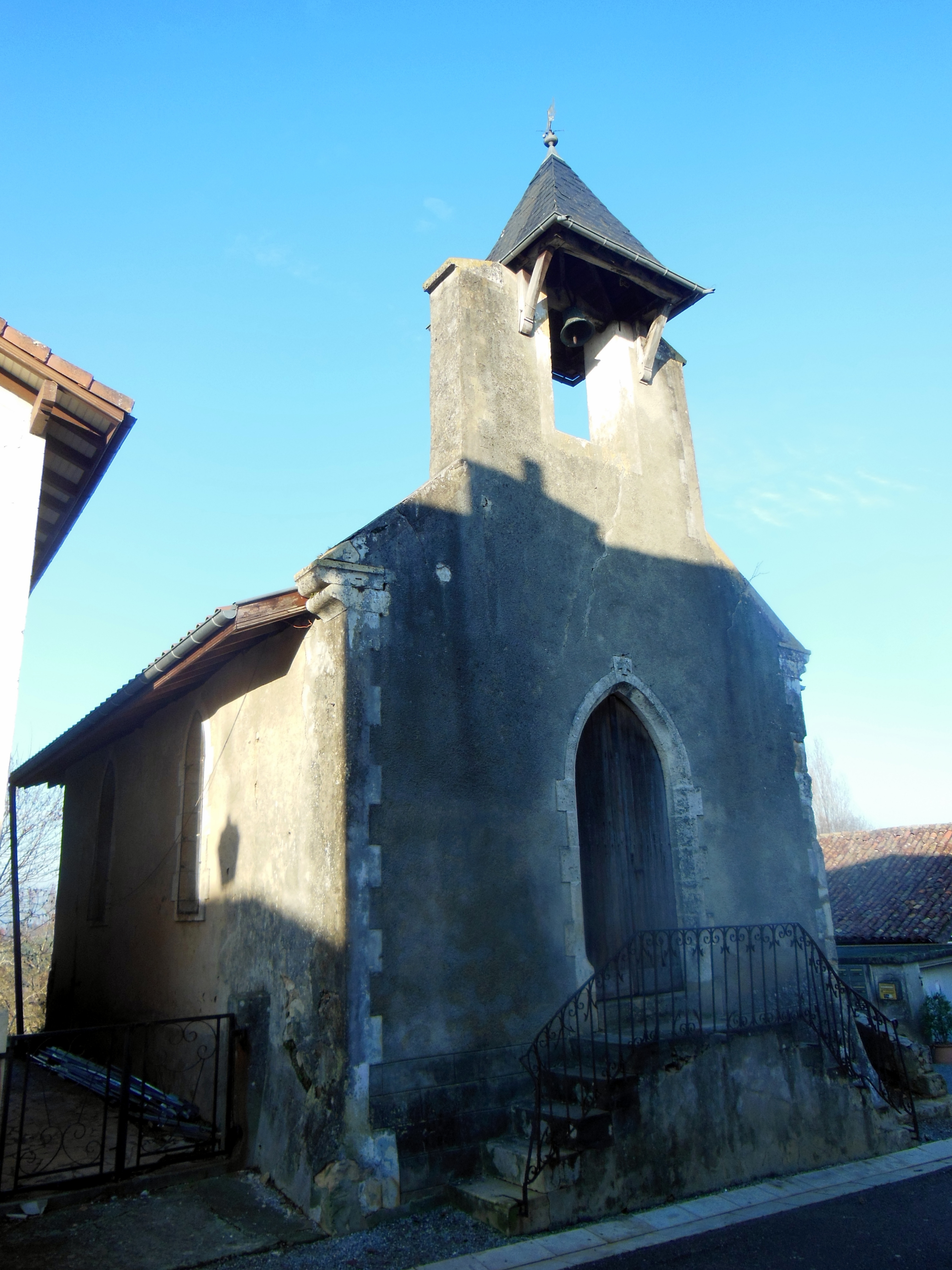
Kapelle in Poyaller
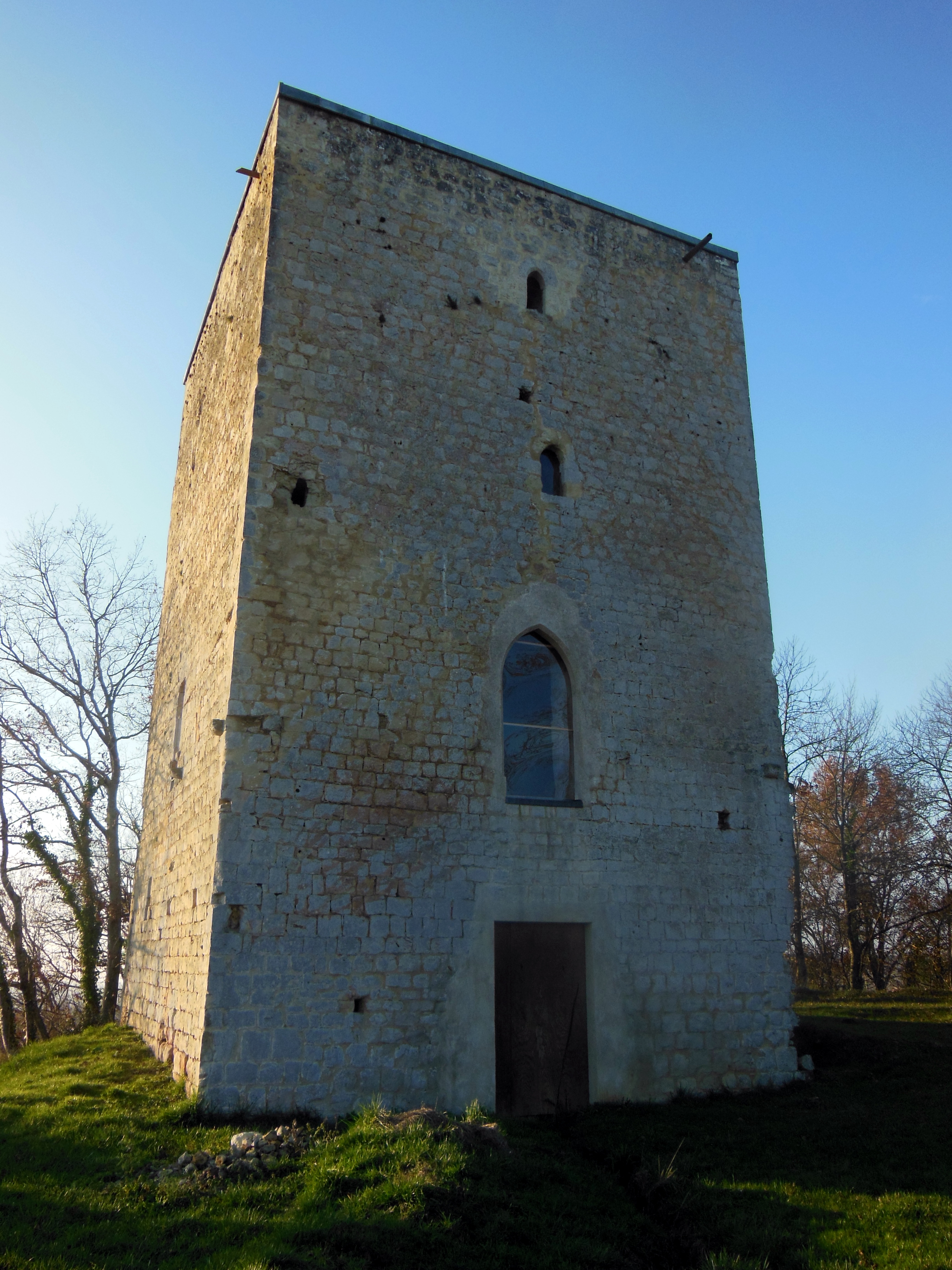
Schloss in Poyaller
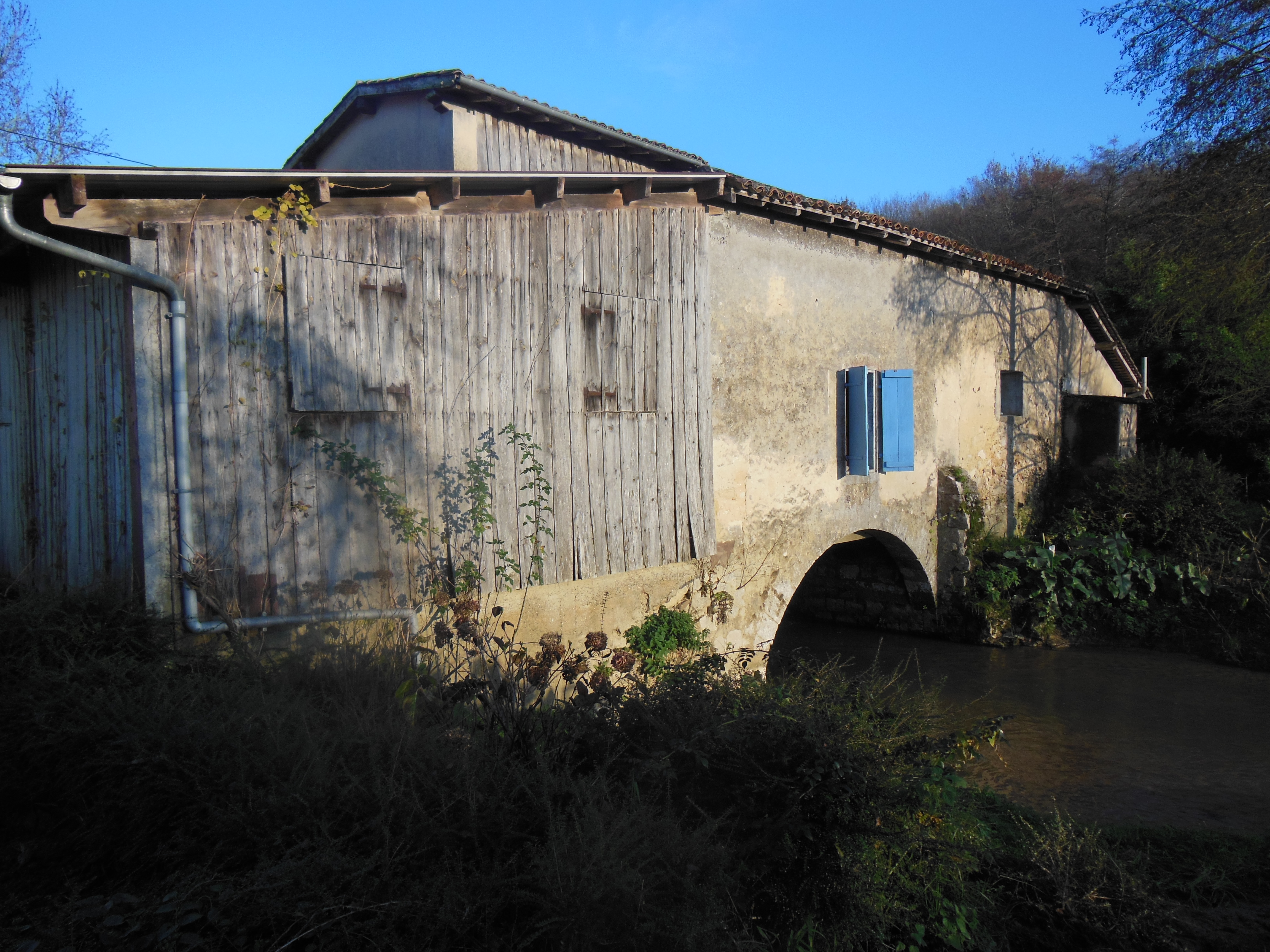
Wassermühle in Poyaller